# Ondes sans frontières
 (juin 2011).
Si vous disposez d'ouvrages ou d'articles de référence ou si vous connaissez des sites web de qualité traitant du thème abordé ici, merci de compléter l'article en donnant les références utiles à sa vérifiabilité et en les liant à la section « Notes et références ».
Pour les articles homonymes, voir OSF.
Ondes sans frontières (OSF), fondée en 1998, est la plus ancienne télévision associative d'Île-de-France, ayant émis en "hertzien".

## Positionnement public
Ondes Sans Frontières a été fondée afin de promouvoir l'accès public aux médias, d'organiser la diffusion de films, de créations vidéo et de reportages produits hors normes commerciales, de promouvoir l'émergence de nouveaux médias, de produire des programmes audiovisuels et multimédias, de former à l'expression audiovisuelle, d'élargir le champ imaginaire et créatif et la recherche.

## Historique
Ondes Sans Frontières, chaîne d’accès public, associative, participative, obtient tout d'abord une autorisation d’émettre temporaire chaque année de 1998 à 2003 (date à laquelle les autorisations ne sont plus délivrées) et concourt à l'appel d'offres pour une autorisation d’émettre permanente. 
Première chaîne parisienne à fonctionner selon le principe de l'accès public, Ondes Sans Frontières ouvre l’antenne le 25 mai 1998 sur le canal hertzien 36 et obtient ses premières autorisations. 
Elle est la seule chaîne locale sur Paris à avoir émis 24 heures sur 24 durant 7 mois de mai 1998 à fin 1999. Elle obtient une première autorisation de diffusion par le CSA de six mois, de mai à novembre 1998, puis une seconde autorisation de trois mois.  D'abord installée au dernier étage d'une  tour de la rue d'Avron à Paris 20e occupée par l'association Droit Au Logement (DAL), la station déménage dans la "maison des ensembles" à Paris 11e en avril 1999, date à laquelle elle cesse ses émissions hertziennes en direct.
Les émissions continueront en différé jusqu'en 2004.

### OSF sur Internet
Elle a également diffusé ses émissions en ligne, par l'intermédiaire de CuSeeMe et de RealVideo.

### Autorisations d'émettre
Compte tenu de la naissance d'autres médias libres dans la région parisienne, elle obtient des autorisations de 3 heures par jour à partir de l’an 2000.
La candidature d'Ondes Sans Frontières à une fréquence permanente sur la TNT n'ayant pas été retenue, l'équipe d'animation a pris acte de ce blocage et étudie depuis d'autres possibilités de diffusion.

## Autres actions
Ondes sans frontières est cofondatrice de la Coordination permanente des médias libres (CPML).
Dès mai 1998, Ondes sans frontières s'est battu pour le droit des chaînes associatives à obtenir des autorisations d’émettre permanentes (droit réservé, à l’époque, aux seules sociétés commerciales), ainsi que pour la création d’un fonds de soutien, comparable à celui qui existe pour les radios.